# Groff Conklin
Edward Groff Conklin (Glen Ridge, Nueva Jersey, 6 de septiembre de 1904-Pawling, Nueva York, 19 de julio de 1968), fue un antólogo estadounidense de ciencia ficción. Editó más de cuarenta antologías de ciencia ficción, una de historias de misterio (coeditada con el médico Noah Fabricant), escribió libros sobre mejoras para el hogar y fue escritor independiente de temas científicos y poeta. De 1950 a 1955 fue el encargado de la sección de reseñas de libros en la revista Galaxy Science Fiction.

## Biografía
Nació en Glen Ridge (Nueva Jersey), hijo de William Bogart Conklin y Sarah Hogate Groff. Estudió en el Dartmouth College y en la Universidad de Harvard, y se graduó de la Universidad de Columbia en 1927. Desempeñó distintos puestos en los años 1930 y los años 1940, trabajando para varias agencias del gobierno durante la Segunda Guerra Mundial. Fue editor de libros para Robert M. McBride & Co. y trabajó como relaciones públicas para el Federal Home Loan Bank, la Oficina de Servicios Estratégicos, el Departamento de Comercio, el Instituto Nacional del Cáncer y la Asociación Estadounidense de Diabetes. También fue investigador científico de la agencia de publicidad N. W. Ayer & Son.
Pero fue como editor de ficción donde Conklin encontró su especialidad, comenzando ya en 1930. A la edad de 26 años, mientras trabajaba como asistente de gerente en la editorial Doubleday de Nueva York, se encargó de la publicación en tapa dura de una historia de la revista literaria The Smart Set (noviembre de 1913), reimprimiendo A Flood, del escritor irlandés George Moore, en una edición limitada de 185 ejemplares firmados. Cuatro años más tarde, Conklin y el periodista, crítico literario y editor Burton Rascoe publicaron The Smart Set Anthology (1934, reeditada como The Bachelor's Companion en 1944), la primera colección de historias de la revista.
Su interés en la ficción breve continuó con la publicación en 1936 de The New Republic Anthology: 1915-1935, editada con Bruce Bliven. El 1 de octubre de 1937 se casó con Lucy Tempkin. Durante la década siguiente, escribió libros sobre metros, bibliotecas de alquiler y construcción de viviendas, además de poesía y numerosos artículos en revistas.
Conklin no creció como un lector de ciencia ficción, pero llegó a ella como adulto. En su columna de reseña de libros Galaxy Five-Star Shelf en el número de diciembre de 1954 de Galaxy Science Fiction, afirmaba «... En realidad, no me convertí en un fiel devoto del género hasta 1944, aproximadamente un año antes de la era atómica recién iniciada ... El primer relato que recuerdo que podría clasificarse como ciencia ficción fue Men Like Gods de H. G. Wells, en 1924, cuando era estudiante de segundo año en la universidad, y tuvo un tremendo efecto en mí ...» Un compañero de cuarto de 1930 le proporcionó «volúmenes encuadernados de hojas sueltas de antiguos relatos se ficción extraña, fantasía y ficción científica de Argosy, All-Story y otras ...» Envió una propuesta para su primera antología de ciencia ficción a Crown Publishers en 1944, y el libro fue publicado en 1946, varios meses antes de su otra gran antología de ese año, Adventures in Time and Space, publicada por Raymond J. Healy y J. Francis McComas.
Después de su primera antología de ciencia ficción, The Best of Science Fiction (1946), de 785 páginas, continuó con A Treasury of Science Fiction (1948). Los lectores pronto comenzaron a buscar libros con su nombre, sorprendentemente inusual y exótico en la portada, The Science Fiction Galaxy (1950), The Big Book of Science Fiction (1950) y Possible Worlds of Science Fiction (1951). La destacada aparicición de las antologías de tapa dura de Conklin en la sección «Nuevos títulos» en las bibliotecas llevó a numerosos lectores estadounidenses a descubrir la ciencia ficción durante el auge del género de principios de los años 1950. Con In the Grip of Terror (Permabooks, 1951) publicó una colección poco convencional de cuentos de terror, y colaboró con su esposa Lucy Conklin en The Supernatural Reader en 1953, un año antes de su muerte. Cuatro años más tarde se casó con Florence Alexander Wohlken.
Su columna de reseñas de libros en Galaxy Science Fiction fue una de las características clave de la revista desde su primera aparición en octubre de 1950 hasta octubre de 1955. Durante ese período también editó la serie Science Fiction Classics de Grosset & Dunlap, concebida como una alternativa económica a las ediciones difíciles de encontrar de obras como Beyond This Horizon,, de Robert A. Heinlein y I, Robot, de Isaac Asimov, aunque el primer título de la serie, Fury, de Henry Kuttner, se publicaba por primera vez en esta colección.
The Weather-Conditioned House (1958) no es ciencia ficción, sino una exposición práctica de los métodos para el acondicionamiento climático de una casa. El libro fue lo suficientemente acreditado como para ser reeditado con una actualización en 1982.
En los tres últimos años de su vida, Conklin fue editor en la sección de ciencia del The American Heritage Dictionary of the English Language. A su muerte, con 63 años de edad, el 19 de julio de 1968, vivía en el 150 West 96th Street en Nueva York. Murió de enfisema en su residencia de verano en Pawling.
Un completo estudio sobre su contribución a la ciencia ficción es 41 Above the Rest: An Index and Checklist for the Anthologies of Groff Conklin, de Bud Webster.

### No ficción
- How to Run a Rental Library (1934)
- All About Subways (1938)
- All About Houses (1939)
- Good News About Diabetes (1954), con Lucy Conklin
- Insulate and Air Condition Your Home (1955), con Arthur Watkins
- The Weather Conditioned House (1958)
- Diabetics Unknown (1961)
- The Dangerous Cold: Its Cures and Complications (1965), con Noah D. Fabricant

### Antologías editadas
- The Smart Set Anthology (1934) (también publicada como The Bachelor's Companion (1944)), con Burton Rascoe
- The New Republic Anthology, 1915-1935 (1936), con Bruce Bliven
- The Best of Science Fiction (1946) (también publicada como The Golden Age of Science Fiction (1980))
- A Treasury of Science Fiction (1948)
- Big Book of Science Fiction (1950) (también publicada como The Classic Book of Science Fiction (1978))
- The Science Fiction Galaxy (1950)
- In the Grip of Terror (1951)
- Possible Worlds of Science Fiction (1951)
- Invaders of Earth (1952) (también publicada como Invaders of Earth (resumida) (1955) y Enemies in Space (resumida) (1962))
- Omnibus of Science Fiction (1952) (también publicada como Strange Travels in Science Fiction (resumida) (1953), Strange Adventures in Science Fiction (resumida) (1954) y Science Fiction Omnibus (1956))
- Crossroads in Time (1953), publicada en español como Encrucijadas del tiempo y Encrucijadas del espacio
- Science-Fiction Adventures in Dimension (1953) (también publicada como Adventures in Dimension (1955))
- The Supernatural Reader (1953), con Lucy Conklin
- 6 Great Short Novels of Science Fiction (1954)
- Science Fiction Thinking Machines (1954) (también publicada como Selections from Science Fiction Thinking Machines (resumida) (1955))
- Operation Future (1955)
- Science Fiction Adventures in Mutation (1955)
- Science Fiction Terror Tales (1955)
- The Graveyard Reader (1958)
- Br-r-r-! (1959)
- 4 for the Future (1959)
- 13 Great Stories of Science Fiction (1960), publicada en español como Los mejores relatos de ciencia ficción, que incluía también 12 Great Classics of Science Fiction (1963)
- Six Great Short Science Fiction Novels (1960)
- Great Science Fiction by Scientists (1962)
- Twisted (1962), publicada en español como Con los pelos de punta
- Worlds of When (1962)
- 12 Great Classics of Science Fiction (1963), publicada en español como Los mejores relatos de ciencia ficción, que incluía también 13 Great Stories of Science Fiction (1960)
- 17 X Infinity (1963)
- Fifty Short Science Fiction Tales (1963), con Isaac Asimov
- Great Science Fiction About Doctors (1963), con Noah D. Fabricant
- Great Stories of Space Travel (1963)
- Human and Other Beings (1963), con Allen de Graeff
- Dimension 4 (1964)
- Five-Odd (1964) (también publicada como Possible Tomorrows (1973))
- Great Detective Stories About Doctors (1965), con Noah D. Fabricant
- 13 Above the Night (1965)
- 5 Unearthly Visions (1965)
- Giants Unleashed (1965) (también publicada como Minds Unleashed (1965))
- Another Part of the Galaxy (1966), publicada en español como En otra parte de la galaxia
- Science Fiction Oddities (1966) (también publicada como Science Fiction Oddities (resumida) (1969) y Science Fiction Oddities, Second Series (resumida) (1969))
- Seven Come Infinity (1966)
- Elsewhere and Elsewhen (1968) (también publicada como Science Fiction Elsewhere (resumida) (1970) y Science Fiction Elsewhen (abridged) (1970))
- Seven Trips Through Time and Space (1968), publicada en español como 7 Viajes a través del tiempo y del espacio

### Colecciones de un solo autor
- 28 Science Fiction Stories by H. G. Wells (1952)
- A Way Home, de Theodore Sturgeon (1955), publicada en español como Regreso y Un camino a casa
- Thunder and Roses, de Theodore Sturgeon (1957)
- Ten Great Mysteries by Edgar Allan Poe (1960)